# Eviota minuta
Eviota minuta, tên thông thường là minute dwarfgoby, là một loài cá biển thuộc chi Eviota trong họ Cá bống trắng. Loài này được mô tả lần đầu tiên vào năm 2014.

## Từ nguyên
Từ minuta trong danh pháp của E. minuta bắt nguồn từ minutus trong tiếng Latinh, nghĩa là "bé nhỏ", ám chỉ kích thước bé nhỏ của loài cá này.

## Phạm vi phân bố và môi trường sống
E. minuta đã được thu thập rải rác ở một số vùng biển thuộc Philippines, gần các rạn san hô ở độ sâu khoảng 4,6 m.

## Mô tả
Chiều dài cơ thể tối đa được ghi nhận ở E. minuta là 1,35 cm. Màu sắc khi còn sống của các mẫu vật không được ghi chép lại.
Số gai ở vây lưng: 7; Số tia vây mềm ở vây lưng: 8; Số gai ở vây hậu môn: 1; Số tia vây mềm ở vây hậu môn: 8; Số tia vây mềm ở vây ngực: 14 - 15.